# 묵향 (소설)
전동조
《묵향》(墨香)은 전동조의 무협 소설 작품으로 1999년 9월 30일, 1권이 도서출판 명상에서 출간되었으며, 이후 계속해서 출간 중이다.

## 작품 개요
마교에서 키워진 묵향이란 주인공의 일대기를 그리고 있는 소설이다. 1권의 도입부에서 다루는 무공의 경지, 화경(化境)-현경(玄境)-생사경(生死境)등과 같은 내용은 이후 많은 장르소설에 영향을 주었다.

## 등장인물
- 묵향(암흑마제,추혈광마)

무림 최고수로 역사상 두 번째로 현경에 도달했다고 하며, 천마신교(이하 마교로 칭함.)가 낳은 첫 번째 탈마(脫魔)의 고수다. 성격은 평소 몹시 괴팍하나, 자신이 맘에 든 사람에게는 정말 친절하게 대한다.
- 유백

묵향의 마지막 사부로, 묵향이 제일 존경하는 사람. 묵향의 무공에 엄청난 영향을 끼쳤으나, 그 자신은 극마에 들지 못하고 화산에서 죽었다.
- 사군자

묵향이 마교 부교주 시절, 묵향을 호위하는 친위 부대로 묵향의 요청에 의해 정통마공을 익히지 않아 마기가 덜한자 총 4명으로 구성되어 사군자라는 호위대 명칭에 따라 각각 매(진춘), 난(옥련), 국(환수), 죽(마식)으로 구성되었다. 후에 국을 제외한 나머지 매, 난, 죽은 묵향을 배신하고, 국은 의식을 잃은 묵향을 보호하다가 죽는다.
- 한중길(흑마대제)

전대 마교 교주의 아들로서 마교의 교주이다. 강력한 힘을 지닌 묵향을 때로는 경계 하였으나, 묵향이 권력을 탐하지 않는다는걸 알고 시기 적절하게 잘 써먹었던 인물이다. 하지만 주위의 이간질로 인해 결국 묵향을 처리하려다 실패한다. 후에 부교주가 되는 장인걸과 권력싸움에서 패해 무공을 폐쇄 당하고 감금되어 있다 마교를 장악한 묵향에게 죽는다.
- 장인걸(흑살마제)

마교 부교주였다가, 자신을 따르는 무리들과 함께 마교 탈퇴 후, 암흑마교를 세운다. 그 후, 다시 마교에서 부교주로 있으며 묵향, 한중길을 차례로 축출한 후 마교 교주가 된다. 또, 한중길의 손녀를 첩으로 삼는다. 하지만 묵향과의 싸움에서 패하여 금나라로 도망간다. 후에 금나라 대장군이 되어 조국이었던 송나라를 치지만 이 후 묵향에게 죽음을 당한다.
- 키에리 드 발렌시아드

크라레스의 적국인 코린트의 대공 중 하나로 또한 최고의 검객. 경지는 그랜드 마스터. 즉 현경이다. 다만 그랜드 마스터에 들어선 지 얼마 되지 않아서인지 현경에 들어선 지 한참 된 묵향에게 제1차 제국전쟁에서 패배 한 이후 잠적하게 된다.
- 아르티어스

묵향의 양아버지이자. 골드 드래곤이다. 잔인하지만 묵향에게는 한없이 자애롭고, 푼수끼 넘치는 아버지이다.
- 아르티엔

묵향의 양할아버지이자. 아르티어스의 아버지로 골드 드래곤 로드이자, 모든 드래곤 일족 중 최강의 노룡이다. 아르티어스를 '닭대가리'라고 부르면서 무자비하게 구박하다가, 마도전쟁때 마왕 크로네티오와 싸워서 소멸시키고 그 자신또한 죽는다.
- 소연

묵향의 딸(양녀)이다. 천지문의 문도로 있으며(천지문은 그 덕에 마교와 협정을 맺는다.) 무공은 신도합일급이다.
- 설무지

묵향이 섬서분타주로 있으며 반란을 일으켰을 때 군사로 영입한 인물.
묵향이 판타지 세계로 가면서 23년동안 못보고 지냈을 때 묵향이 귀환하기 몇달 전 사망한다.
- 옥령인

묵향을 사모한 여자이다. 후에 무링맹주인 할아버지에 의해 묵향을 배신하고 그자리에서 묵향에게 죽는다.

## 연결권 서지정보
| 제목    | 저자   | 출판사                  | 출간일     | 페이지 | 판형 | ISBN-10    | ISBN-1        |
| ------- | ------ | ----------------------- | ---------- | ------ | ---- | ---------- | ------------- |
| 묵향 1  | 전동조 | 도서출판 명상           | 1999-09-30 | 416    | A5   | 8972321001 | 9788972321002 |
| 묵향 2  | 전동조 | 도서출판 명상           | 1999-10-01 | 286    | A5   | 8992133073 | 9788992133074 |
| 묵향 3  | 전동조 | 도서출판 명상           | 1999-10-20 | 366    | A5   | 8992133081 | 9788992133081 |
| 묵향 4  | 전동조 | 도서출판 명상           | 1999-11-06 | 270    | A5   | 8972321036 | 9788972321033 |
| 묵향 5  | 전동조 | 도서출판 명상           | 1999-11-15 | 320    | A5   | 8972321044 | 9788992133104 |
| 묵향 6  | 전동조 | 도서출판 명상           | 1999-11-27 | 304    | A5   | 8972321052 | 9788972321057 |
| 묵향 7  | 전동조 | 도서출판 명상           | 1999-12-15 | 320    | A5   | 8972321060 | 9788972321064 |
| 묵향 8  | 전동조 | 도서출판 명상           | 2000-01-21 | 312    | A5   | 8972321079 | 9788972321071 |
| 묵향 9  | 전동조 | 도서출판 명상           | 2000-02-25 | 304    | A5   | 8972321087 | 9788972321088 |
| 묵향 10 | 전동조 | 도서출판 명상           | 2000-04-12 | 304    | A5   | 8972321095 | 9788972321095 |
| 묵향 11 | 전동조 | 도서출판 명상           | 2000-07-15 | 293    | A5   | 8972321761 | 9788972321767 |
| 묵향 12 | 전동조 | 도서출판 명상           | 2000-12-04 | 280    | A5   | 897232177X | 9788972321774 |
| 묵향 13 | 전동조 | 도서출판 명상           | 2001-07-21 | 280    | A5   | 8972321788 | 9788972321781 |
| 묵향 14 | 전동조 | 도서출판 명상           | 2002-01-11 | 280    | A5   | 8972321796 | 9788972321798 |
| 묵향 15 | 전동조 | 도서출판 명상           | 2002-04-01 | 300    | A5   | 897232180X | 9788972321804 |
| 묵향 16 | 전동조 | 도서출판 명상           | 2002-10-03 | 302    | A5   | 8972324396 | 9788972324393 |
| 묵향 17 | 전동조 | 도서출판 명상           | 2004-04-13 | 312    | A5   | 897232440X | 9788972324409 |
| 묵향 18 | 전동조 | 도서출판 명상           | 2004-07-30 | 320    | A5   | 8972324418 | 9788972324416 |
| 묵향 19 | 전동조 | 도서출판 명상           | 2004-12-11 | 320    | A5   | 8972324434 | 9788972324430 |
| 묵향 20 | 전동조 | 도서출판 명상           | 2005-05-30 | 320    | A5   | 8972324442 | 9788972324447 |
| 묵향 21 | 전동조 | SKY미디어(스카이미디어) | 2006-03-16 | 301    | A5   | 8992133014 | 9788992133012 |
| 묵향 22 | 전동조 | SKY미디어(스카이미디어) | 2007-01-18 | 296    | A5   | 8992133022 | 9788992133029 |
| 묵향 23 | 전동조 | SKY미디어(스카이미디어) | 2007-12-07 | 287    | A5   | 8992133030 | 9788992133036 |
| 묵향 24 | 전동조 | SKY미디어(스카이미디어) | 2008-07-22 | 288    | A5   | 8992133049 | 9788992133043 |
| 묵향 25 | 전동조 | SKY미디어(스카이미디어) | 2009-07-01 | 288    | A5   | 8992133057 | 9788992133050 |
| 묵향 26 | 전동조 | SKY미디어(스카이미디어) | 2010-05-10 | 288    | A5   | X          | 9788961221979 |
| 묵향 27 | 전동조 | SKY미디어(스카이미디어) | 2011-01-25 | 289    | A5   | X          | 9788961221986 |
| 묵향 28 | 전동조 | SKY미디어(스카이미디어) | 2011-07-10 | 288    | A5   | X          | 9788961221993 |
| 묵향 29 | 전동조 | SKY미디어(스카이미디어) | 2011-12-26 | 286    | A5   | X          | 9788961222006 |
| 묵향 30 | 전동조 | SKY미디어(스카이미디어) | 2012-06-20 | 288    | A5   | X          | 9788961222013 |
| 묵향 31 | 전동조 | SKY미디어(스카이미디어) | 2013-08-16 | 288    | A5   | X          | 9788961222020 |
| 묵향 32 | 전동조 | SKY미디어(스카이미디어) | 2014-09-03 | 280    |      |            |               |
| 묵향 33 | 전동조 | SKY미디어(스카이미디어) | 2015-09-15 | 278    |      |            |               |
| 묵향 34 | 전동조 | SKY미디어(스카이미디어) | 2017-06-08 | 279    |      |            |               |
| 묵향 35 | 전동조 | SKY미디어(스카이미디어) | 2019-01-30 | 277    |      |            |               |
| 묵향 36 | 전동조 | SKY미디어(스카이미디어) | 2021-06-30 | 287    |      |            |               |
| 묵향 37 | 전동조 | SKY미디어(스카이미디어) | 2022-11-30 | 284    |      |            |               |

## 재간본 서지정보
| 제목    | 저자   | 출판사                  | 출간일     | 페이지 | 판형 | ISBN-10    | ISBN-13       |
| ------- | ------ | ----------------------- | ---------- | ------ | ---- | ---------- | ------------- |
| 묵향 1  | 전동조 | SKY미디어(스카이미디어) | 2007-06-22 | 416    | A5   | 8992133065 | 9788992133067 |
| 묵향 2  | 전동조 | SKY미디어(스카이미디어) | 2007-06-22 | 287    | A5   | 8992133073 | 9788992133074 |
| 묵향 3  | 전동조 | SKY미디어(스카이미디어) | 2007-06-22 | 373    | A5   | 8992133081 | 9788992133081 |
| 묵향 4  | 전동조 | SKY미디어(스카이미디어) | 2007-06-22 | 283    | A5   | 899213309X | 9788992133098 |
| 묵향 5  | 전동조 | SKY미디어(스카이미디어) | 2007-06-22 | 331    | A5   | 8992133103 | 9788992133104 |
| 묵향 6  | 전동조 | SKY미디어(스카이미디어) | 2007-05-16 | 320    | A5   | 8992133111 | 9788992133111 |
| 묵향 7  | 전동조 | SKY미디어(스카이미디어) | 2007-05-16 | 328    | A5   | 899213312X | 9788992133128 |
| 묵향 8  | 전동조 | SKY미디어(스카이미디어) | 2007-05-16 | 328    | A5   | 8992133138 | 9788992133135 |
| 묵향 9  | 전동조 | SKY미디어(스카이미디어) | 2007-05-16 | 320    | A5   | 8992133146 | 9788992133142 |
| 묵향 10 | 전동조 | SKY미디어(스카이미디어) | 2007-05-16 | 304    | A5   | 8992133154 | 9788992133159 |

## 같이 보기
- 무협
- 무협 소설
- 판타지 소설